# Santiago de Cuba
Santiago de Cuba er en by i det sydøstlige Cuba, der med et indbyggertal på cirka 444.851 (2011) indbyggere er landets næststørste by. Byen er hovedstad i en provins af samme navn og ligger på landets kyst til det Caribiske hav.